# Лушниково (Тальменський район)
Лу́шниково (рос. Лушниково) — село у складі Тальменського району Алтайського краю, Росія. Адміністративний центр Лушниковської сільської ради.

## Населення
Населення — 422 особи (2010; 532 у 2002).
Національний склад (станом на 2002 рік):
- росіяни — 89 %